# Kwantumoptica
De kwantumoptica is een discipline van de natuurkunde die de kwantumeffecten die bij licht optreden bestudeert en gebruikt.
Aangezien in de kwantumoptica de wisselwerking van licht met materie op atomair niveau beschreven wordt kan het licht meestal niet als elektromagnetische golf opgevat worden. In het bijzonder moet licht opgevat worden als bestaande uit ondeelbare, dus gekwantiseerde energieporties, waarvan de fotonen geabsorbeerd en uitgezonden kunnen worden. Vaak kan echter nog het zogenaamde halfklassieke model gebruikt worden waarbij de atomen kwantummechanisch en het licht als elektromagnetisch verschijnsel beschreven wordt.

## Experimenten uit de kwantumoptica
Veel van de experimenten in de kwantumoptica beschrijven wisselwerkingen tussen licht en materie. Bij dit soort experimenten heeft de laser zich gevestigd als de nagenoeg ideale lichtbron vanwege coherentie van de lichtbron en het monochromatisch licht.
- Laserkoeling van atomen
- Interferentie van een individueel foton met zichzelf
- EPR (Einstein-Podolsky-Rosen-Paradoxon) - experimenten
- GHZ (Greenberger-Horne-Zeilinger) - toestanden
- Ongelijkheid van Bell
- Realisatie van kwantumcomputers